# Anatoliy Boutenko
Anatoliy Ivanovytch Boutenko (en ukrainien : Анатолій Іванович Буте́нко ; Myrhorod, 23 février 1938 - Odessa, 4 janvier 2021) est une personnalité politique ukrainienne.

## Biographie
Anatoliy Ivanovytch Boutenko naît le 23 février 1938 à Myrhorod. À 17 ans, il est ouvrier d'une usine de fonderie et mécanique puis, en 1962, technicien dans une usine de perceuse. Il devient, en 1962, ingénieur en chef d'une usine de réparation mécanique à Odessa,.
Diplômé de l'université nationale polytechnique d'Odessa la même année, il intègre le parti communiste en 1970 et exerce les fonctions d'adjoint, premier adjoint puis président du Comité exécutif régional d'Odessa de 1980 à 1992. Son activité scientifique lui vaut d'être reçu dans l'ordre de l'Insigne d'honneur en 1976 et dans l'ordre du Drapeau rouge du Travail en 1986. 
Il est élu député du peuple d'Ukraine en mars 1990 avec 58,31 % au deuxième tour et exerce ce mandant jusqu'en 1994. Aux élections de 1994, il ne récolte que 4,02 % des voix.
Docteur en économie en 1992, il dirige le Département de développement de l'entrepreneuriat, dépendant de l'Académie nationale des sciences d'Ukraine, jusqu'à sa mort.